# Emily Hartridge
Emily Hartridge (Hambledon, 25 de maio de 1984 — Londres, 12 de julho de 2019), também conhecida como Emily Hart, foi uma youtuber e apresentadora de televisão inglesa.

## Biografia
Emily Hartridge nasceu em Hambledon, Hampshire, Inglaterra em 1984.
Hartridge começou a publicar vlogs em seu canal do YouTube em 2012 com seus vídeos chamados "Ten Reasons Why ...". Seu material cobriu tópicos como sexo, relacionamentos, amor, gênero e vida moderna. Postou também sobre sua vida pessoal, como sua sexualidade, saúde mental e sua decisão de congelar seus ovos. Apresentou também programas de televisão como a série do Channel 4 Oh Sh*t I'm 30 e apareceu em Sketch My Life.

## Morte
Hartridge morreu quando o patinete elétrico em que ela estava andando bateu em um caminhão em uma rotatória em Battersea, em Londres. Tinha 35 anos de idade. Acredita-se que Hartridge seja a primeira a morrer no Reino Unido em um acidente envolvendo um patinete elétrico.